# Сыновья Дракона
«Сыновья Дракона» (англ. The Sons of the Dragon) — повесть в жанре фэнтези американского писателя Джорджа Р. Р. Мартина, впервые опубликованная в 2017 году. Её текст позже был включён в книгу «Пламя и кровь».

## Сюжет и история текста
Действие повести происходит на вымышленном континенте Вестерос за 270 лет до начала действия «Игры престолов». Её главные герои — сыновья короля Эйегона I Завоевателя из династии Таргариенов, Эйенис I и Мейегор Жестокий. Несмотря на близкое родство, они оказались абсолютно разными людьми и долго боролись за власть.
«Сыновья Дракона» были впервые опубликованы в 2017 году в составе антологии «Книга мечей». Прозвучало мнение о том, что это самое слабое произведение в сборнике. Позже текст повести был включён в книгу «Пламя и кровь» (2018).